# Raci

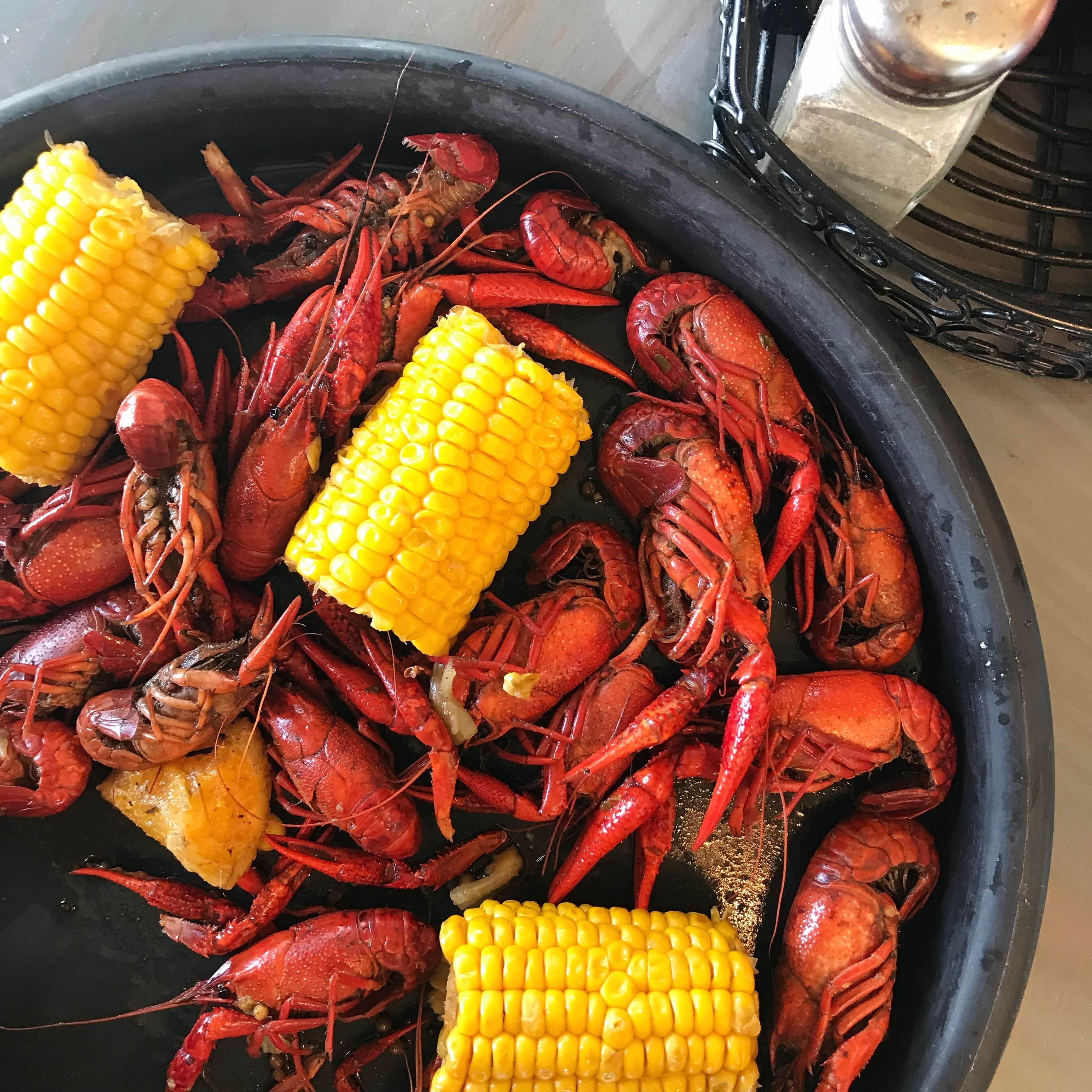
Raci v mexickém stylu

Raci (Astacidea, Astacoidea) jsou desetinozí korýši z třídy rakovci.

## Popis
Je popsáno přes 650 druhů raků, kteří se řadí do tří čeledí: Astacidae, Cambaridae a Parastacidae. Žijí na všech kontinentech vyjma Antarktidy. V Africe žijí původní druhy raků jen na ostrově Madagaskar, na africký kontinent však byli zavlečeni. Raci se vyskytují v tekoucí i stojaté vodě.
V České republice jsou původní dva druhy raků, rak říční, rak kamenáč. Koncem 19. století byl vysazen rak bahenní. V 19. a 20. století pronikly do volné přírody v Česku dva další druhy, rak pruhovaný a rak signální. Od roku 2017 byl na území České republiky ve volné přírodě několikrát nalezen také rak mramorovaný, chovaný akvaristy v akváriích a zahradních rybníčcích. Dalším oblíbeným akvarijním chovancem je rak červený, který se již dostal do volné přírody několika evropských zemích (Německo, Francie, Španělsko) a jeho výskyt (v důsledku migrace z okolních zemí, úniku z chovů či vysazení nezodpovědnými chovateli) je možno očekávat i na území České republiky. Všechny původní druhy raků jsou v Česku chráněny jako kriticky ohrožené (mají vysoké nároky na čistotu vody a ohrožuje je račí mor i příbuzné invazní druhy korýšů). Ostatní nepůvodní druhy, zavlečené ze Severní Ameriky, jsou hodnoceny jako škodlivé, především proto, že přenášejí račí mor, proti němuž jsou sami rezistentní.
V dobách, kdy byli raci hojní, se v českých zemích užívali jako oblíbené postní jídlo a zdroj masa pro bohatší vrstvy obyvatel.
Čeština má řadu ustálených obratů, v nichž se objevuje rak: „červený jako rak“ (raci po uvaření získají červenou barvu); „ani ryba ani rak“; „chytit raka“ (= nesprávně zavadit o vodu při veslování). Raci se objevují také ve jménech, erbech, domovních i městských znacích; příkladem je město Rakovník či erb Jana Žižky z Trocnova.

## Nadčeledi a čeledi
Infrařád raci se dělí do recentních nadčeledí a čeledí:
- Astacoidea Latreille, 1802 – severní raci
  - Astacidae Latreille, 1802 – rakovití
  - Cambaridae Hobbs, 1942
- Enoplometopoidea de Saint Laurent, 1988 – humříci
  - Enoplometopidae de Saint Laurent, 1988
- Nephropoidea Dana, 1852 – humři
  - Nephropidae Dana, 1852 – humrovití
  - Thaumastochelidae Bate, 1888
- Parastacoidea Huxley, 1879 – jižní raci
  - Parastacidae Huxley, 1879